# Kaniț
Kaniț (în bulgară Каниц , în română Fundeni) este un sat în Obștina Boinița, regiunea Vidin, Bulgaria. Localitatea a fost locuită compact de românii din Timocul bulgăresc.

## Demografie
Componența etnică a satului Kaniț
     Bulgari (100%)
     Nicio identificare (0%)
     Altele (0%)
La recensământul din 2011, populația satului Kaniț era de 11 locuitori. Din punct de vedere etnic, majoritatea locuitorilor (100,0%) erau bulgari. Pentru 0,0% din locuitori nu este cunoscută apartenența etnică.